# Elnon
De Elnon is een 18 km lange beek, die 10 km lang de grens vormt tussen Frankrijk en België. 

## Geografie
De bron bevindt zich op de grens van de gemeenten Bachy en Cobrieux (Frankrijk) op 63 meter hoogte. De Elnon mondt uit in de Décours, een kanaal dat de monniken van de Sint-Amandsabdij hebben gegraven in de veertiende eeuw en dat op zijn beurt in de Scarpe uitmondt.
De Elnon stroomt door de gemeenten, Bachy, Aix-en-Pévèle, Rumegies, Lecelles en Saint-Amand-les-Eaux.

## Geschiedenis
In de 7e eeuw vestigde de heilige Amandus er zich en stichtte de Sint-Amandsabdij. De stad Saint-Amand-les-Eaux is naar hem vernoemd.